# Steven Ley
Steven Victor Ley (* 10. Dezember 1945 in Stamford, Lincolnshire, England) ist ein britischer Chemiker.

## Leben und Wirken
Steven Victor Ley wurde als Sohn von Mary Ley, geb. Hall, und Ralph Gilbert Ley geboren. Er studierte an der Loughborough University, wo er 1969 seinen Bachelor und sein Diploma in Industrial Studies erwarb. 1972 wurde er dort bei Harry Heaney mit einer Arbeit über Didehydrobenzol (Benzyn) zum Ph. D. promoviert. Anschließend forschte er als Post-Doktorand bei Leo A. Paquette an der Ohio State University über Homoaromatizität in neuen Kohlenwasserstoffen. 1974 kehrte er nach England zurück, um am Imperial College London bei Derek Barton zu arbeiten. 1975 bis 1983 war er dort Lecturer. Nach seiner Promotion zum Doctor of Science war er von 1983 bis 1992 Professor für organische Chemie und von 1989 bis 1992 Leiter des Chemiedepartments. Seit 1992 ist er Professor für organische Chemie am Trinity College der University of Cambridge, wo er 1997 seinen Master of Arts erwarb und 1999 einen Scientific Doctor erhielt. Gastprofessorenaufenthalte führten ihn 1985 an die University of Queensland, 1988 an die Eidgenössische Technische Hochschule Zürich, 1994 bis 2004 mehrmals an die Universität St Andrews, 1996 an die Universität Salamanca, 1996 an die Texas A&M University, 2001 an die University of Florida, 2002 an die Universität Mailand und 2003 an die Universität Pavia.
Ley arbeitet auf dem Gebiet der organischen Chemie. Er synthetisierte mehr als 120 komplexe Naturstoffe und entwickelt neue organische Moleküle, beispielsweise neue Edukte für die organische Synthese, wie TBAP und TPAP. Außerdem nutzte er die mikrobische Oxidation durch das Bakterium Pseudomonas putida, um wichtige biologisch aktive Moleküle darzustellen und forscht über Schutzgruppen und Organokatalyse. 2006 gelang seiner Gruppe erstmals die Totalsynthese eines Naturstoffs mit mehreren Durchflussreaktoren (also im Rahmen der Flow-Chemie).
Seit 1970 ist er mit Rosemary Ann Jamesson verheiratet, mit der er eine Tochter hat. Erholung findet er beim Skifahren und in der Oper.

## Auszeichnungen
- 1982 Corday-Morgan-Medaille (Royal Society of Chemistry)
- 1983 Pfizer Academic Award (Pfizer Central Research)
- 1989 Award for Synthetic Organic Chemistry (Royal Society of Chemistry)
- 1994 Award for Natural Product Chemistry (Royal Society of Chemistry)
- 1994 Adolf-Windaus-Medaille (Gesellschaft Deutscher Chemiker)
- 1996 Flintoff Medal (Royal Society of Chemistry)
- 1996 George Kenner Prize and Lectureship (University of Liverpool)
- 1996 Dr. Paul Janssen Prize for Creativity in Organic Synthesis (Janssen Research Foundation)
- 1998 Rhône-Poulenc Lectureship, Medal and Prize (Royal Society of Chemistry)
- 1999 Glaxo Award for Outstanding Achievement in Organic Chemistry
- 2000 Davy-Medaille (Royal Society)
- 2002 Commander of the British Empire
- 2003 Ernest Guenther Award for Natural Product Chemistry (American Chemical Society)
- 2006 Robert Robinson Award
- 2007 Paul-Karrer-Medaille
- 2009 Heinrich-Wieland-Preis für herausragende Leistungen zur Synthese und Wirkung von Naturstoffen (Boehringer Ingelheim)[6]
- 2009 Perkin Prize for Organic Chemistry
- 2009 Tetrahedron-Preis
- 2010 Paracelsus-Preis
- 2011 Royal Medal
- 2018 Arthur C. Cope Award

## Ehrendoktorwürden
1994 Loughborough University, 2000 Universität Salamanca, 2003 University of Huddersfield

## Mitgliedschaften
- 1980 Royal Society of Chemistry (2000–2002 deren Präsident)
- 1990 Royal Society
- 2001 Ehrenmitglied der Chemical Research Society of India
- 2003 Institute of Biology
- 2005 Academy of Medical Sciences
- 2007 Auslandsmitglied Finnische Akademie der Wissenschaften
- Society of Chemical Industry (1997–2000 deren Vizepräsident)

## Veröffentlichungen
Ley veröffentlichte mehr als 650 Publikationen, darunter folgende Bücher:
- Steven V. Ley und Caroline M. R. Low: Ultrasound in synthesis (=Reactivity and structure, Band 27). Springer, Berlin [u. a.] 1989, ISBN 3-540-51023-0
- als Herausgeber: Comprehensive organic synthesis. Selectivity, strategy and efficiency in modern organic chemistry. Band 7 Oxidation. Pergamon Press, Oxford 1991, ISBN 0-08-040598-3
- als Herausgeber: Comprehensive organic functional group transformations. Band 2 Synthesis. Carbon with one heteroatom attached by a single bond. Pergamon, Oxford 1995, ISBN 0-08-042323-X
- Sweet dreams. New strategies and methods for complex oligosaccharide assembly (= Schering lecture, Band 37). Ernst Schering Research Foundation, Berlin 2000